# Eurostat
L'Ufficio statistico dell'Unione europea (Eurostat) è una direzione generale della Commissione europea che raccoglie ed elabora dati provenienti dagli Stati membri dell'Unione europea a fini statistici, promuovendo il processo di armonizzazione della metodologia statistica tra gli Stati stessi.

## Storia
- 1953: istituzione della divisione statistica per la Comunità del carbone e dell'acciaio (CECA).
- 1958: creazione della Comunità europea e di un primordiale ufficio per la statistica.
- 1959: l'ufficio di statistica viene chiamato Eurostat e pubblica un primo rapporto statistico sull'agricoltura.
- 1960: primo sondaggio sulla forza lavoro della Comunità europea.
- 1970: viene pubblicato il Sistema europeo di contabilità integrata (ESA) e viene creata la classificazione generale delle attività economico/industriali (NACE).
- 1974: installazione del primo dominio nel database di Cronos.
- 1988: la Commissione europea adotta un documento che definisce le prime azioni di politiche per le informative statistiche.
- 1989: viene fondato il Comitato statistico per la programmazione e viene adottato dal Consiglio europeo il primo programma per l'implementazione statistica delle azioni di politiche (1989-1992).
- 1990: il Consiglio Europeo emana una direttiva sui dati riservati che liberano l'Eurostat da vincoli nell'esercizio delle attività statistiche.
- 1991: il ruolo dell'Eurostat si espande, come risultato dell'accordo sulla creazione dell'Unione europea a seguito del trattato di Maastricht.
- 1992: viene adottato il programma statistico per il periodo 1993-1997.
- 1993: il mercato comune fa ampliare le attività dell'Eurostat (per esempio con la creazione di Intrastat che cura le statistiche per il commercio intra-UE). L'Eurostat inizia a diffondere regolarmente le proprie notizie.
- 1994 primo studio sulle famiglie europee: vengono analizzati il reddito, il tasso di occupazione, la povertà, l'esclusione sociale, la salute, ecc.
- 1997: ulteriori funzioni statistiche vengono attribuite dal trattato di Amsterdam e viene approvata una legge statistica dal Consiglio europeo che suddivide i ruoli dell'Eurostat e degli istituti nazionali di statistica (come l'ISTAT). Vengono pubblicati per la prima volta degli indici di armonizzazione e indici sui prezzi al consumo, creati per studiare i criteri di convergenza per la moneta unica (EMU).
- 1998: gli undici Paesi annunciano di adottare la moneta unica e l'Eurostat emana specifici indicatori per l'area EMU. Viene adottato il programma statistico per il periodo 1998-2002.
- 1999: inizia il mercato comune europeo.
- 2002: viene adottato l'euro da undici Paesi e l'Eurostat adotta il programma statistico per il periodo 2003-2007.
- 2004: scandalo in Eurostat: il direttore generale Michel Vanden Abeele dichiara che il Governo greco ha falsificato le statistiche economiche e finanziarie in modo che la Grecia potesse entrare nell'eurozona.
- 2014: nelle stime per il calcolo del PIL vengono inserite anche attività illegali: traffico di droga, sfruttamento della prostituzione, contrabbando di sigarette e alcolici[1].

Attualmente il commissario europeo di riferimento è Paolo Gentiloni (Affari economici e monetari). Il direttore generale (Mariana Kotzeva) è il capo della struttura ed è responsabile di sette direzioni in cui l'Eurostat è suddiviso:
1. Cooperazione nel Sistema statistico europeo e risorse
2. Qualità, metodologia e sistemi di informazione
3. Contabilità nazionale ed europea
4. Cooperazione esterna, comunicazione e indicatori chiave
5. Statistiche settoriali e regionali
6. Statistiche sociali e della società dell'informazione
7. Statistiche economiche

## Caratteristiche

### Funzioni
La sua missione è quella di fornire all'Unione europea un servizio informativo statistico di elevata qualità, con dati comparabili tra Paesi e regioni.
Tra le sue attività principali rientra la definizione di dati macroeconomici che sostengono le decisioni della Banca centrale europea relative alla definizione delle politiche monetarie per l'euro e dati/classificazioni regionali come ad esempio la nomenclatura delle unità territoriali statistiche (o NUTS) che ha sostenuto la definizione delle politiche regionali europee e dei fondi strutturali.
L'Istituto coopera con altre organizzazioni internazionali come le Nazioni Unite (ONU), l'Organizzazione per la cooperazione e lo sviluppo economico (OCSE) ed altri paesi che non appartengono all'UE nella definizione degli standard statistici internazionali. Importante è inoltre la sua attività di cooperazione per il miglioramento della capacità statistica dei paesi candidati e di quelli in via di sviluppo del Mar Mediterraneo, dell'Africa, Caraibi e Pacifico (ACP) e dell'America Latina e Asia (ALA).

### Accesso ai dati statistici dell'Eurostat
I dati statistici più importanti vengono pubblicati sul sito internet di Eurostat alle undici del mattino e messi a disposizione dei media e della stampa. Sempre alle undici del mattino i dati vengono diffusi al pubblico attraverso le agenzie di stampa.
Le statistiche e le banche dati di Eurostat sono consultabili gratuitamente e liberamente grazie al sito internet dell'istituto.
Inoltre sono disponibili pubblicazioni gratuite di questi dati sia in formato elettronico sia in formato cartaceo sulla libreria online dell'UE. Soltanto per le pubblicazioni più voluminose viene richiesto un contributo in denaro.
Dal settembre 2009 Eurostat utilizza una pubblicazione completamente elettronica, Statistics Explained, basata su software open source Mediawiki e con una struttura e sistema di navigazione molto simile a Wikipedia. Statistics Explained non è soltanto un formato di pubblicazione ma anche una piattaforma wiki che consente di produrre pubblicazioni come l'Eurostat Yearbook.

### Direttori generali
| Nome                        | Paese       | Mandato      |
| --------------------------- | ----------- | ------------ |
| Rolf Wagenführ              | Germania    | 1952–1966    |
| Raymond Dumas               | Francia     | 1966–1973    |
| Jacques Mayer               | Francia     | 1973–1977    |
| Aage Dornonville de la Cour | Danimarca   | 1977–1982    |
| Pieter de Geus              | Paesi Bassi | 1982–1984    |
| Silvio Ronchetti            | Italia      | 1984–1987    |
| Yves Franchet               | Francia     | 1987–2003    |
| Michel Vanden Abeele        | Belgio      | 2003–2004    |
| Günther Hanreich            | Austria     | 2004–2006    |
| Hervé Carré                 | Francia     | 2006–2008    |
| Walter Radermacher          | Germania    | 2008–2016    |
| Mariana Kotzeva             | Bulgaria    | 2017- a oggi |

## Sede
La sede di Eurostat è in Lussemburgo, presso l'edificio Joseph Bech.